# Ієн Браун
Ієн Браун (англ. Ian Brown) (20 лютого 1963, Воррінгтон, графство Чешир, Англія) — британський співак та автор-виконавець.

## Дискографія
The Stone Roses
- 1989 — The Stone Roses
- 1994 — Second Coming

Соло-альбоми
- 1998 — Unfinished Monkey Business
- 1999 — Golden Greats
- 2001 — Music Of The Spheres
- 2004 — Solarized
- 2005 — The Greatest
- 2007 — The World Is Yours
- 2009 — My Way
- 2019 — Ripples